# Соболево (Владимирская область)
Соболево — деревня в Муромском районе Владимирской области России, входит в состав Ковардицкого сельского поселения. 

## География
Деревня расположена в 7 км на северо-запад от центра поселения села Ковардицы и в 13 км на северо-запад от Мурома, на автодороге 17Р-1 Владимир – Муром – Арзамас.

## История
Деревня впервые упоминается в окладных книгах Рязанской епархии 1676 года в составе Васильевского прихода, в ней было 14 дворов крестьянских.
В конце XIX — начале XX века деревня входила в состав Ковардицкой волости Муромского уезда, с 1926 года — в составе Муромской волости . В 1859 году в деревне числилось 6 дворов, в 1905 году — 22 двора, в 1926 году — 31 двор.
С 1929 года деревня входила в состав Афанасовского сельсовета Муромского района, с 1940 года — в составе Михалёвского сельсовета, с 1965 года — в составе Зименковского сельсовета, с 2005 года — в составе Ковардицкого сельского поселения. 

## Население
| 1859 | 1905 | 1926 | 2002 | 2010 | 2012 | 2021 |
| ---- | ---- | ---- | ---- | ---- | ---- | ---- |
| 63   | ↗128 | ↗153 | ↘51  | ↘41  | ↗55  | ↘26  |